# Joseph Jacobs (ciclista)
Jos Jacobs, nacido el 28 de enero de 1953 en Vorselaar, es un ciclista belga ya retirado. Profesional de 1973 a 1985, ha ganado una etapa del Tour de Francia 1979, el Campeonato de Bélgica de Ciclismo en Ruta (1980), el Gran Premio de Fráncfort, la Kuurne-Bruselas-Kuurne (1981) y dos etapas de la Vuelta a Andalucíay  dos de la Vuelta a Suiza.

## Palmarés
| 1974 - Gran Premio del 1 de Mayo - 1º en el Premio de Heist-op-den-Berg 1975 - Gran Premio del 1 de Mayo - Schaal Sels 1976 - Gran Premio del 1 de Mayo - Tour de Condroz - Bruxelles-Ingooigem 1977 - Gran Premio Pino Cerami - 1 etapa de los Cuatro Días de Dunkerque 1978 - Premio Nacional de Clausura - 1 etapa de la Étoile des Espoirs 1979 - 1 etapa del Tour de Francia - Schaal Sels - 2 etapas de la Vuelta a Suiza - 1 etapa de la Vuelta a Andalucía | 1980 - Campeonato de Bélgica en Ruta 1981 - Kuurne-Bruselas-Kuurne - 1 etapa de los Tres Días de La Panne - Gran Premio de Fráncfort 1982 - Le Samyn 1983 - 1 etapa de la Vuelta a Andalucía 1984 - Flèche Hesbignonne |

## Resultados en las grandes vueltas
| Carrera         | 1973 | 1974 | 1975 | 1976 | 1977 | 1978 | 1979 | 1980 | 1981 | 1982 | 1983  | 1984 | 1985 |
| --------------- | ---- | ---- | ---- | ---- | ---- | ---- | ---- | ---- | ---- | ---- | ----- | ---- | ---- |
| Giro de Italia  | -    | -    | -    | -    | -    | Ab.  | -    | -    | -    | -    | 123.º | -    | -    |
| Tour de Francia | -    | -    | -    | -    | -    | -    | 45.º | 60.º | 84.º | Ab.  | -     | -    | -    |
| Vuelta a España | -    | -    | -    | -    | -    | -    | -    | -    | -    | -    | -     | -    | -    |
| Mundial en Ruta | -    | -    | -    | -    | -    | -    | -    | -    | -    | -    | -     | -    | -    |